# بيرثا هاريس
بيرثا هاريس (بالإنجليزية: Bertha Harris)‏ (17 ديسمبر 1937، فاييتفيل في الولايات المتحدة - 22 مايو 2005، نيويورك في الولايات المتحدة)؛ كاتِبة ومؤلِّفة وروائية أمريكية.